# Гидроксид молибдена(V)
Гидроксид молибдена(V) — неорганическое соединение,
оксид-гидроксид молибдена с формулой MoO(OH)3,
бурый порошок,
не растворяется в воде.

## Получение
- Дегидратация свежеполученного Mo(OH)5 (растворение соединений молибдена(V) в растворе аммиака):

{\displaystyle {\mathsf {Mo(OH)_{5}\ {\xrightarrow {}}\ MoO(OH)_{3}+H_{2}O}}}
- Растворение в щелочных водных растворах гидроксида молибдена(III):

{\displaystyle {\mathsf {Mo(OH)_{3}+H_{2}O\ {\xrightarrow {}}\ MoO(OH)_{3}+H_{2}\uparrow }}}

## Физические свойства
Гидроксид молибдена(V) образует бурый порошок, не растворяется в воде.

## Химические свойства
- Разлагается при нагревании в инертной атмосфере:

{\displaystyle {\mathsf {2MoO(OH)_{3}\ {\xrightarrow {T}}\ Mo_{2}O_{5}+3H_{2}O}}}
- Окисляется при нагревании на воздухе:

{\displaystyle {\mathsf {4MoO(OH)_{3}+O_{2}\ {\xrightarrow {T}}\ 4MoO_{3}+6H_{2}O}}}